# Vorskla Poltava
Vorskla Poltava ukrajinski je profesionalni nogometni klub iz grada Poltave. Nastupaju u ukrajinskoj 1. ligi, Vyšča Liha.
Klub je osnovan 1955. pod imenom Kolkoznik. 1984. ime se mijenja u Vorskla po imenu rijeke kraj grada. Od sezone 1996./97. stalno nastupaju u 1. ligi države.